# Felice Giordano
Felice Giordano (Torino, 6 gennaio 1825 – Vallombrosa, 16 luglio 1892) è stato un ingegnere, geologo e alpinista italiano.

## Biografia
Ispettore capo del Regio Corpo delle Miniere, fu promotore, insieme a Quintino Sella di cui era amico e collega, della Carta Geologica d'Italia e ne diresse per molti anni i lavori di rilevamento.
Tra le sue opere di ingegneria idraulica si può ricordare la diga di Corongiu, nel territorio di Sìnnai, per l'approvvigionamento idrico della città di Cagliari. Inaugurata nel 1867, fu la prima di quel genere in Sardegna.
Fu autore di molte pubblicazioni, soprattutto a carattere scientifico, riguardanti la geologia, l'idraulica e l'alpinismo.
Fu tra i fondatori del Club Alpino Italiano.
Il 6 agosto 1864 salì tra i primi il monte Bianco dal versante italiano.
Sul monte Rosa a lui è dedicato il bivacco Felice Giordano.

## Opere
- Sulla orografia e sulla geologica costituzione del gran Cervino, Torino, Stamperia Reale, 1869.
- Esame geologico della catena alpina del S. Gottardo che deve essere attraversata dalla grande galleria della ferrovia italo elvetica, 1871.
- Escursione al Gran Cervino nel luglio 1866: lettera al prof. B. Gastaldi presidente del Club alpino italiano di Torino, Torino, Tipografia G. Cassone, 1866.
- Escursioni 1866-1868 e ascensione al Gran Cervino nel settembre 1868, Torino, Tipografia G. Cassone e comp., 1869.
- Cenni sull'uso del Barometro Aneroide per la misura delle altezze.
- Cenni sulle condizioni fisico-economiche di Roma e suo territorio, Firenze, Stab. di Giuseppe Civelli, 1871.
- Esame geologico della catena alpina del San Gottardo : che deve essere attraversata dalla grande galleria della ferrovia italo-elvetica, Firenze, Barbera, 1873.